# Jolanta Janek
Jolanta Janek (nascida em 12 de fevereiro de 1963 em Varsóvia) é uma diplomata polaca que serviu como embaixadora em Malta entre 1 de dezembro de 2014 e março de 2019.

## Educação
Jolanta Janek nasceu em 12 de fevereiro de 1963 em Varsóvia. Em 1986, ela obteve o seu grau de Mestre na Escola de Economia de Varsóvia. Ela também foi educada na Faculdade de Geografia da Universidade de Varsóvia (1987-1989) e na Escola Dinamarquesa de Administração Pública. Em 1984, ela defendeu a sua tese de doutoramento sobre o milagre económico italiano.
Como pesquisadora, ela publica principalmente sobre economia e sociedade da Itália e países asiáticos.

## Carreira diplomática
Em 1990, ela começou a sua carreira no serviço diplomático polaco. Começou apor trabalhar na embaixada da Cidade do Vaticano (até 1994). Após cargos no Departamento de Protocolo Diplomático e Europa Ocidental, entre 1998 e 2002 serviu na embaixada em Roma. Ela ocupou os cargos de vice-directora do Ministro Secretário e do Departamento da Ásia-Pacífico (2006–2008).
No dia 1 de dezembro de 2014, ela foi nomeada primeira embaixadora da Polónia em Malta. Ela apresentou as suas credenciais em 26 de março de 2015 para a presidente em exercício Dolores Cristina. Como embaixadora itinerante, ela residia permanentemente em Varsóvia. Em março de 2019, ela encerrou o seu mandato.
Ela fala inglês, espanhol e francês.